# Gaspare Sensi

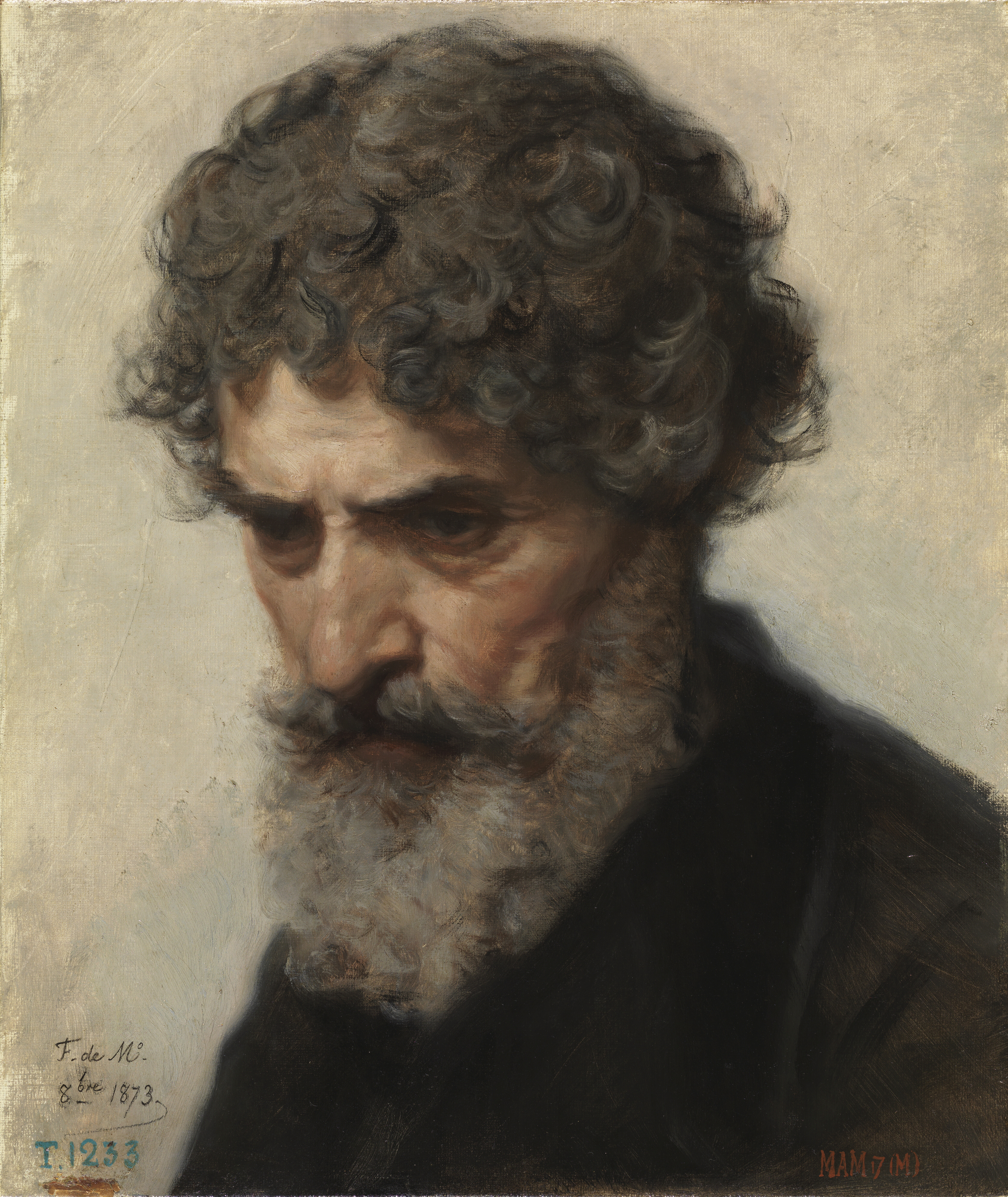
Federico de Madrazo, Perugino Sensi, 1873, Madrid, Casón del Buen Retiro

Gaspare Sensi (noto anche come Gaspar Sensi y Baldachi) (Perugia, 1794 – Madrid, 30 gennaio 1880) è stato un pittore e litografo italiano.

## Biografia
Nato a Perugia nel 1794, fu allievo di Tommaso Minardi, il caposcuola della corrente pittorica Purista.
Dopo aver terminato la sua formazione tra l'Accademia di Belle Arti di Perugia e l'Accademia di San Luca a Roma, si trasferì nel 1825 a Madrid per partecipare, in qualità di litografo con Augusto Guglielmi e Gaetano Palmaroli, all'edizione del primo catalogo del Museo del Prado, che proprio in quegli anni venne inaugurato per volere di Ferdinando VII di Spagna. All'interno del Catalogo, vennero raccolte alcune litografie di Gaspare Sensi, rappresentanti i principali quadri della Collezione Reale.
Nel 1839 pubblicò in collaborazione con Achille Jubinal, storico ed archeologo francese, il catalogo di un'altra importante Collezione della Casa Reale spagnola, quella della Real Armeria.
In questa seconda opera sono racchiuse litografie rappresentanti le armature dei sovrani spagnoli a partire da Carlo V.
Oltre a produrre il Catalogo, Gaspare Sensi si occupò anche del riallestimento del Museo dell'Armería Reale, per il quale recuperò e restaurò tutte le armature che negli anni si erano disperse e profondamente rovinate.

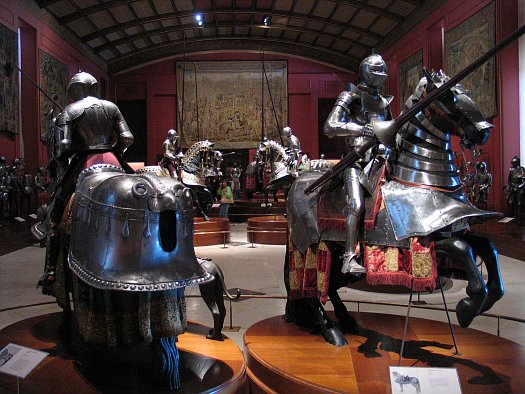
il Museo dell'Armeria Reale di Madrid allestito da Gaspare Sensi

Molto importante per lui fu l'amicizia con Federico de Madrazo, primo pittore di Corte e Direttore del Museo del Prado che lo ritrasse più volte durante gli ultimi anni della sua vita.
Gaspare Sensi morì a Madrid il 30 gennaio del 1880.